# Tour de France 2009/21. Etappe

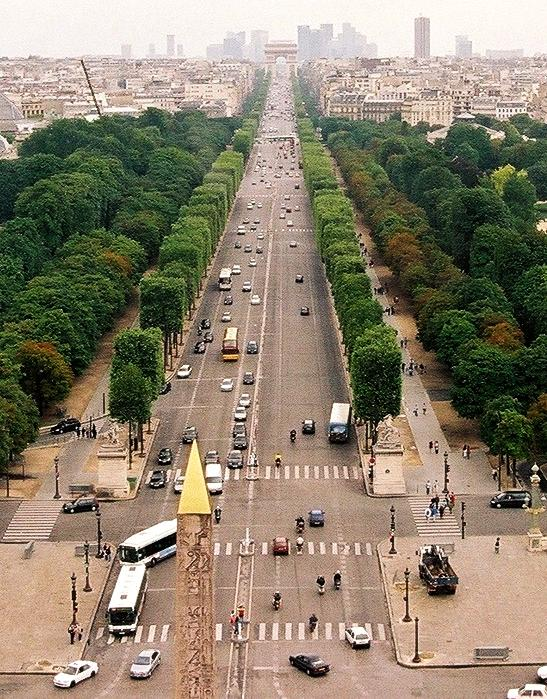
Die Champs-Élysées mit Blickrichtung zum Ziel

Die 21. Etappe der Tour de France 2009 und letzte Etappe am 26. Juli führte über 164 km von Montereau-Fault-Yonne (südöstlich von Paris an der Mündung des Flusses Yonne in die Seine) nach Paris auf den Rundkurs der Champs-Élysées. Dort endete die Rundfahrt als klassisches Straßenrennen über zwei Zwischensprints in der Nähe des Obelisken.
Beim inzwischen klassischen 6,5 Kilometer langen Rundkurs zwischen Tuilerien, Rue de Rivoli, Place de la Concorde und der Place Charles de Gaulle mit dem Triumphbogen überquerte das Fahrerfeld die Ziellinie acht Mal, bevor bei der neunten Zielüberquerung der Spurt die Rundfahrt wirklich beendete. Auch in diesem Jahr gab es allerdings durch diese letzte Etappe keine Veränderung mehr auf den Spitzenplätzen der Gesamtwertung.
Am Ende der 3459 km langen Rundfahrt erreichten von den 180 zugelassenen Fahrern, die beim Prolog in Monaco an den Start gegangen waren, 156 das Ziel. Mark Renshaw fuhr den Sprint des Etappensiegers Mark Cavendish an und wurde vor dem restlichen Feld noch Zweiter.

## Punktewertung
- Zwischensprint auf den Champs-Élysées nach der 2. Passage der Ziellinie (Kilometer 120; 60 m ü. NN)

| Erster  | Samuel Dumoulin | 6 Pkt. |
| Zweiter | Fumiyuki Beppu  | 4 Pkt. |
| Dritter | Carlos Barredo  | 2 Pkt. |
- 2. Zwischensprint auf den Champs-Élysées nach der 4. Passage der Ziellinie (Kilometer 133)

| Erster  | Carlos Barredo   | 6 Pkt. |
| Zweiter | Fabian Wegmann   | 4 Pkt. |
| Dritter | Alexandre Pichot | 2 Pkt. |
- Zielsprint auf den Champs-Élysées (Kilometer 164; 45 m ü. NN)

| Erster   | Mark Cavendish         | 35 Pkt. |
| Zweiter  | Mark Renshaw           | 30 Pkt. |
| Dritter  | Tyler Farrar           | 26 Pkt. |
| Vierter  | Gerald Ciolek          | 24 Pkt. |
| Fünfter  | Jauheni Hutarowitsch   | 22 Pkt. |
| Sechster | Thor Hushovd           | 20 Pkt. |
| Siebter  | José Joaquín Rojas Gil | 19 Pkt. |
| Achter   | Marco Bandiera         | 18 Pkt. |
| Neunter  | Daniele Bennati        | 17 Pkt. |
| Zehnter  | William Bonnet         | 16 Pkt. |
| 11.      | Lloyd Mondory          | 15 Pkt. |
| 12.      | Geoffroy Lequatre      | 14 Pkt. |
| 13.      | Nikolai Trussow        | 13 Pkt. |
| 14.      | Cyril Lemoine          | 12 Pkt. |
| 15.      | Leonardo Duque         | 11 Pkt. |
| 16.      | Sebastian Lang         | 10 Pkt. |
| 17.      | Matteo Tosatto         | 9 Pkt.  |
| 18.      | Steven de Jongh        | 8 Pkt.  |
| 19.      | Fabian Cancellara      | 7 Pkt.  |
| 20.      | Yukiya Arashiro        | 6 Pkt.  |
| 21.      | Saïd Haddou            | 5 Pkt.  |
| 22.      | Sébastien Rosseler     | 4 Pkt.  |
| 23.      | Fabio Sabatini         | 3 Pkt.  |
| 24.      | Filippo Pozzato        | 2 Pkt.  |
| 25.      | Stuart O’Grady         | 1 Pkt.  |